# 舟木重信
舟木 重信（ふなき しげのぶ、1893年7月27日 - 1975年4月29日）は、日本の小説家、ドイツ文学者、翻訳家。早稲田大学名誉教授。
ハイネやゲーテの研究をおこない、多くの作品の邦訳を手掛けた。

## 経歴
1893年、広島県江田島にて海軍少将舟木錬太郎の次男として生まれる。
東京帝国大学を卒業し、早稲田大学教授を務めた。
1919年、短編集『楽園の外』を刊行。同年学芸自由同盟を結成し、書記長をつとめた。

## 受賞
- 1966年：『詩人ハイネ・生活と作品』で日本芸術院賞受賞[1]。

## 家族・親族
- 父：舟木錬太郎は海軍軍人。
- 兄：小説家舟木重雄（1884 - 1951）
- 妹：舟木芳江は作家の島田清次郎に思いを寄せられ、凌辱・監禁の無実の罪で島田を破滅させるに至る。

## 著書
- 『楽園の外』（新潮社） 1919
- 『人生読本叢書 ゲーテ人生読本』（六芸社） 1936
- 『ゲーテ・ハイネ・現代文芸』（清和書店） 1936
- 『ゲーテとその世界』（創芸社） 1944
- 『ゲーテ・生活と作品』（創芸社） 1948
- 『ドイツ文芸展望 天馬に跨がるハイネ』（大雅堂） 1948
- 『詩人ハイネ 生活と作品』（筑摩書房） 1965
- 『ハイネわれらの詩人』（新日本出版社） 1973
- 『人間この愛しきもの 書簡集』（東洋出版） 1987

### 共編
- 『現代文学十二講』（除村吉太郎共編、ナウカ社） 1951

## 翻訳
- 『タウリスのイフヰゲーニエ』（ゲーテ、岩波書店） 1923、のち文庫
- 『アンテイゴーネ 表現主義代表戯曲』（ワルテル・バーゼンクレーフェル、二松堂書店） 1923
- 『ストリンドベルク童話集』（ストリンドベルク、古今書院） 1924
- 『爛酔』（ストリンドベリイ、聚英閣） 1924
- 『書簡』（ゲーテ、大村書店、ゲーテ全集18） 1928
- 『グリム童話集』（アルス、日本児童文庫)　1928
- 『ルッテル』（ストリンドベルグ、春陽堂） 1932
- 『ゲーテ希望の書』（金星堂、人生叢書） 1936
- 『日本文化の印象』（エデュアルト・シュプランガー、早稲田大学） 1937
- 『湯治客』（ヘルマン・ヘッセ、三笠書房、ヘルマン・ヘッセ全集6） 1940
- 『狐ライネケ物語』（ゲーテ、改造社） 1942
- 『強制収容所の十三ケ月 非政治的な記録』（ヴオルフガング・ラングホフ、池宮秀意共訳、創芸社） 1947
- 『陽気な娘 ハイテレタイ』（オットー・ルードヴィヒ、世界書房） 1949
- 『ハルツ紀行 / 北海 / ル・グランの書』（ハイネ、中村英雄共訳、解放社） 1949
- 『詩人ハイネの臨終の恋』（カミラ・セルダン、創芸社） 1950
- 『スターリングラード』（テオドール・プリーヴィェ、改造社） 1950 - 1951、のち角川文庫
- 『アッタトロル』（ハイネ、河出書房） 1952
- 『カイゼルは去ったが将軍たちは残った』（テオドール・プリーヴィエ、白水社） 1953